# Wiktor Pawlowitsch Nogin

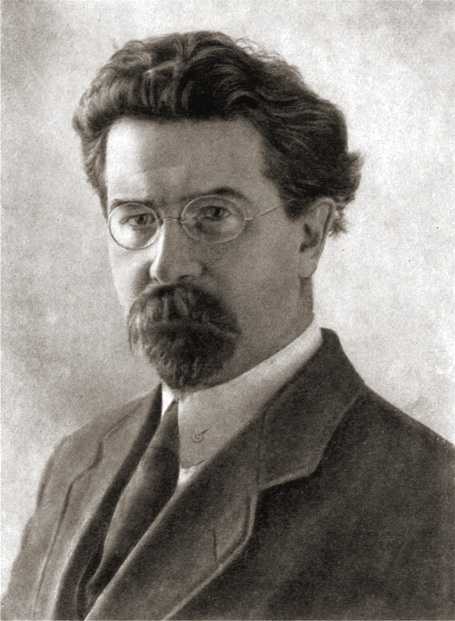
W. P. Nogin

Wiktor Pawlowitsch Nogin (russisch Ви́ктор Па́влович Ноги́н) (* 2. Februarjul. / 14. Februar 1878greg. in Moskau; † 22. Mai 1924 in Moskau) war ein sowjetischer Revolutionär, Politiker und erster Volkskommissar für Handel und Industrie nach der Oktoberrevolution.

## Biografie

### Vor der Revolution
Nogin, der Sohn eines Ladenbesitzers in Moskau, besuchte ab 1892 eine Schule in Kaljasin, Oblast Twer. Seit 1893 arbeitete er in einer Textilfabrik und war ab 1896 Lehrling in der Textilfabrik Pal in Sankt Petersburg. Dort organisierte er Streiks. Er erwarb sein weiteres Wissen im Selbststudium. Der junge Arbeiter trat 1898 der Sozialdemokratischen Arbeiterpartei Russlands (SDAPR) bei und war in Sankt Petersburg aktiv. Mehrfach wurde er danach verhaftet und deportiert, u. a. nach Poltawa in der Zentralukraine. Im April 1903 floh er aus der Verbannung und hielt sich dann im Ausland auf. Monate später kehrt er nach Russland zurück und er war dann der Verbindungsmann zur Zeitschrift Iskra. 
1907 wurde er und weitere vier Vertreter der Bolschewiki beim V. Parteitag der SDAPR in London in das 14-köpfige Zentralkomitee (ZK) gewählt. Auch gehörte er der damaligen 15-köpfigen Zentrale der Bolschewiki (BZ) an und wurde von Trotzki als einer der bedeutenden Organisatoren genannt.
Um 1910 versuchte er – jedoch erfolglos – die Führer der in Bolschewiki und Menschewiki geteilten Sozialdemokratische Arbeiterpartei zu bewegen wieder zusammenzuarbeiten. Er gehörte zu den so genannten „Versöhnlern“ der Bolschewiki.
Nogin organisierte zu dieser Zeit die Einrichtung eines „Russischen Büros“. 1915 schreibt er in einem von Lenin herausgegebenen marxistischen Sammelwerk. 
1916 war er in Saratow tätig und 1917 in Moskau neben Bubnow und Rykow einer der Führer der Moskauer Bolschewiki.

### Revolutionen 1917 und danach
1917 gehörte Nogin zu einer Führungsgruppe der Bolschewiki um Kamenew, Rykow, Dserschinski und Angarski an, die zur Vorsicht im revolutionären Prozess des Jahres 1917 rieten mit der Begründung: „Die demokratische Revolution ist nicht vollendet“, während Lenin 1917 mehr Entschlossenheit forderte und durchsetzte. 
Auf dem V. Parteitag der SAPR vom 24. April  1917 in Petrograd wurde Nogin wieder in das nur neunköpfige Zentralkomitee (ZK) gewählt, das Lenin anführte und in dem erstmals auch Stalin zu finden war.
In Sankt Petersburg gehörte er im August 1917 dem  Komitee an, welchem es gelang den Versuch eines militärischen Widerstand von General Kornilow und seinen Truppen um Sankt Petersburg zu unterbinden. 
Auch der VI. Parteitag der SAPR wählte Anfang August 1917 Nogin an führender Stelle nach Lenin,  Sinowjew, Kamenew und Trotzki in das damals noch mächtige ZK. Er gehörte zum inneren Führungskreis jener, die die Revolution vorbereitet haben. 
Während der Oktoberrevolution wurde er nach Moskau entsandt, um dort die Tätigkeiten der Bolschewiki zu organisieren. 
Danach war er ab Oktober 1917 der erste Volkskommissar für Handel und Industrie im Rat der Volkskommissare in der Regierung unter Lenin. Schon bald kam es zu einem bedeutsamen Richtungsstreit über die Beteiligung anderer revolutionärer Gruppen an der Arbeit in der Regierung und in exekutiven Gremien.
Am 17. November 1917 traten Nogin, Kamenew, Sinowjew, Rykow und Miljutin aus der Regierung unter Vorsitz von Lenin als Volkskommissare und/oder aus dem Zentralkomitee zurück mit der Erklärung:

„Wir stehen auf dem Standpunkt, dass es notwendig ist, eine sozialistische Regierung aus allen im Sowjet vertretenden Parteien zu bilden. Wir glauben, dass nur die Bildung einer solchen Regierung die Errungenschaften des heldenhaften Kampfes sichern kann 〈…〉 Die Alternative dazu ist unserer Meinung nach eine rein bolschewistische Regierung, die sich nur durch politischen Terror behaupten kann.“

Danach konnte sich Nogin nicht weiter in den Führungskreisen der KPdSU halten, während Sinowjew und Kamenew sowie etwas später Rykow und Miljutin erst unter Stalin ihre Ämter und in den 1930er Jahren ihr Leben verloren.
Vom 25. Oktober 1917 bis zum 13. November 1917 war er noch für wenige Zeit der erste Vorsitzende des Exekutivkomitees (Bürgermeister seit 1991) von Moskau nach der Revolution.
Nach dieser kurzen Zeit in der Regierung setzte er sich ab November 1917 für den Ausbau der Textilindustrie ein. 1923 besuchte er deshalb auch die USA um eine Kooperation der Industriebereiche zu bewirken. Er führte dabei auch vermittelnde Gespräche mit dem US-Präsidenten Coolidge.

## Ehrungen
- Nogin wurde in der Nekropole an der Kremlmauer am Roten Platz in Moskau beerdigt (Gemeinschaftsgrab Nr. 6).
- Die Großstadt Noginsk (vormals Bogorodsk) und der Rajon Noginsk in der Oblast Moskau – rund 50 km östlich von Moskau – wurde nach ihm benannt.
- Nach ihm wurde eine Station zweier Linien der Metro Moskau am gleichnamigen Platz benannt (Ploschtschad Nogina; die Station heißt seit 1990 aber Kitai-Gorod).